# Oberlin (Ohio)

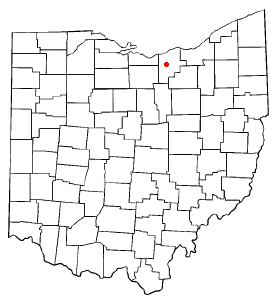
Oberlin no Estado de Ohio, Estados Unidos

Oberlin é uma cidade de Ohio, Estados Unidos.  No censo de 2000 sua população era de 8.195 habitantes. A cidade é a sede do Oberlin College, instituição de ensino com aproximadamente 3.000 estudantes.

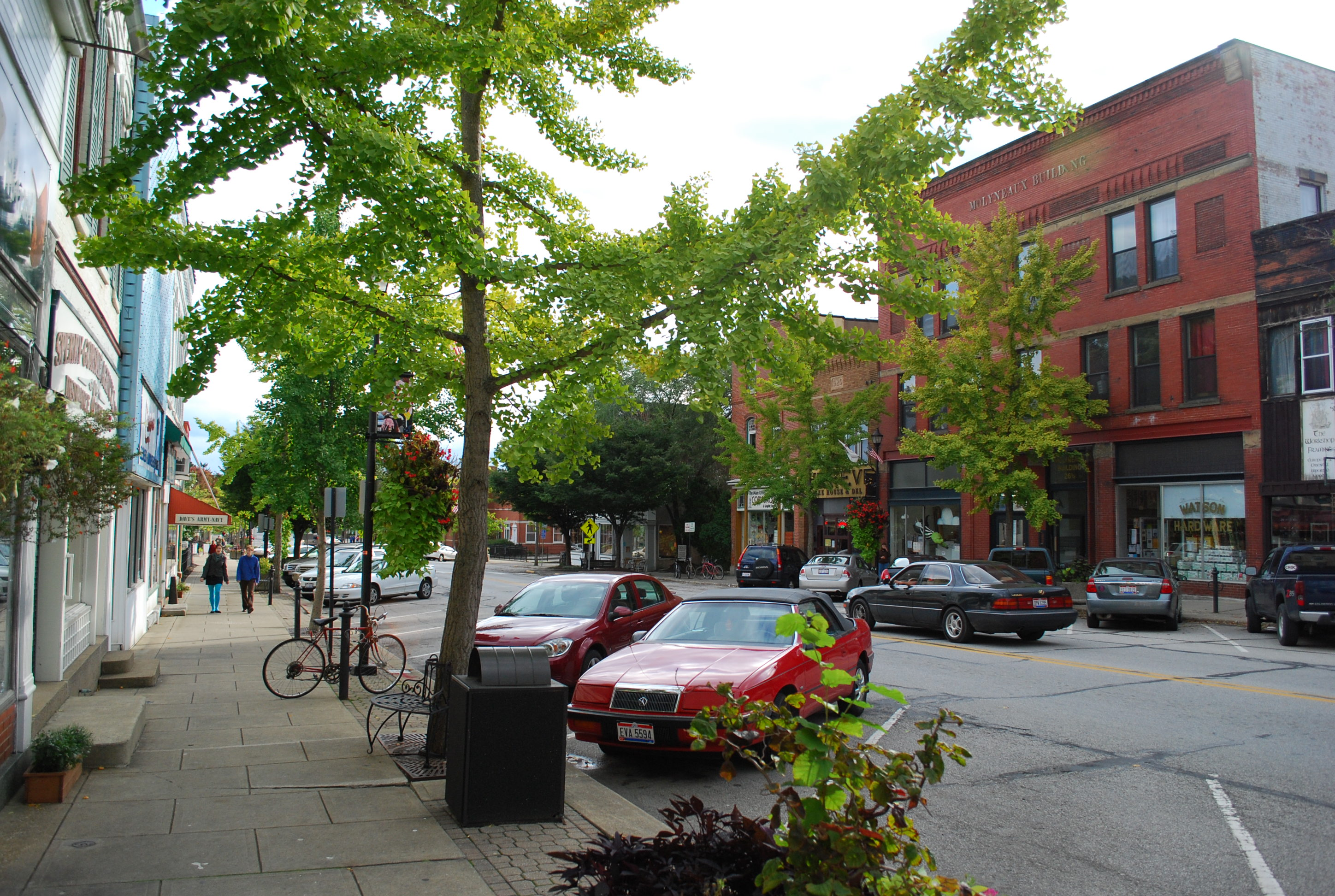
Fotografia de Oberlin.